# National Geographic Society

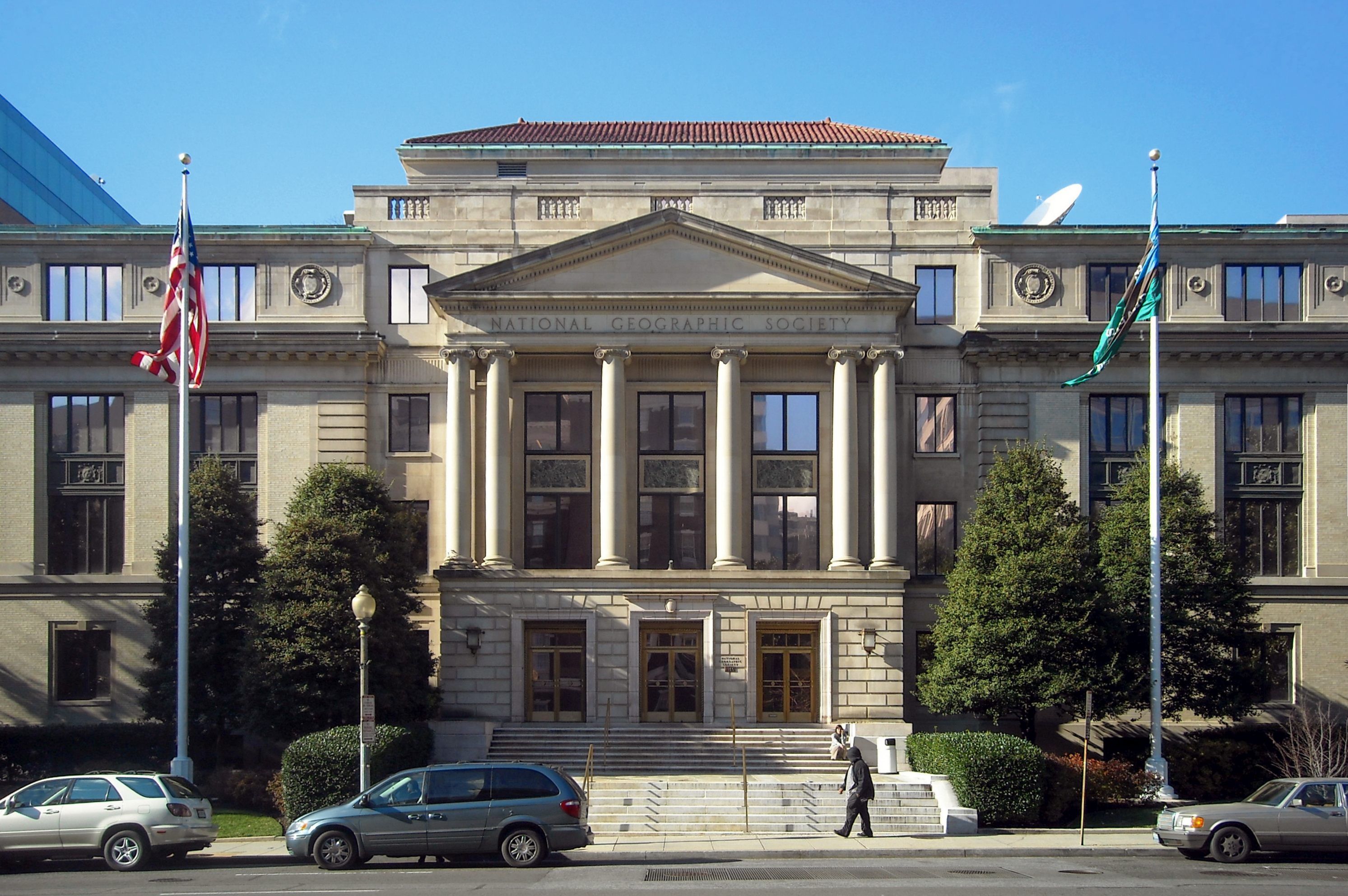
National Geographic Society i Washington, D.C.

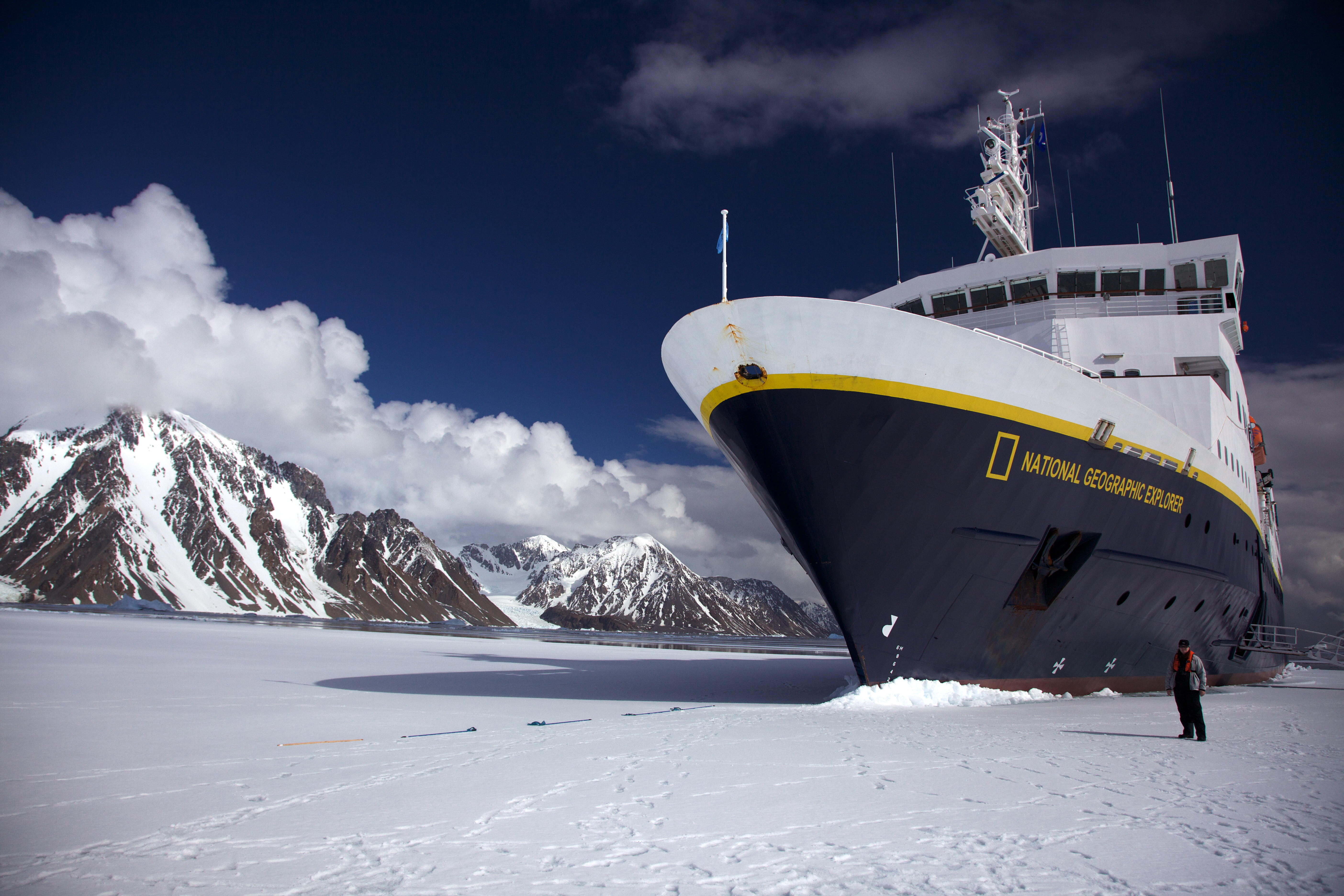
National Geographic Explorer besöker Antarktis

National Geographic Society (NGS), med huvudkontor i Washington, D.C. i USA, är en av de största ideella vetenskapliga och pedagogiska institutioner i världen. 
Dess intressen är geografi, arkeologi och naturvetenskap, främjandet av miljö och historiskt bevarande och studiet av världskulturen och historia. 
National Geographic Societys logotyp är en gul porträttram med rektangulär form som visas på marginalerna kring framsidan på dess tidning, National Geographic, och som dess TV-kanals, National Geographic Channel, logotyp.